# Autodefensas Unidas de Colombia
AUC, Autodefensas Unidas de Colombia ("Förenade självförsvarsstyrkorna") är en paramilitär grupp i Colombia som samarbetar med den colombianska armén i sitt krig mot vänstergerillorna FARC och ELN. Enligt människorättsorganisationer är AUC ansvarigt för majoriteten av brotten mot de mänskliga rättigheterna i Colombia och både USA och EU klassar AUC som en terroristorganisation. Efter förhandlingar med regeringen håller gruppen idag på att demobilisera sina trupper officiellt, men mycket tyder på att demobiliseringen enbart är en skenmanöver då ett flertal både senatorer, guvernörer och ministrar anknutna till sittande presidents Alvaro Uribe Velez regering har tydliga förbindelser med högt uppsatta erkända paramilitära ledare.
Senast anklagade är senator Alvaro Araújo Castro som är broder till, fram till 19 februari 2007 (avgång på grund av broders anklagelser), utrikesministern Maria Consuelo Araújo. Även deras fader Alvaro Araújo Noguera, f.d. jordbruksminister och senator, är häktad i sin frånvaro för samma brott som sin son. Alvaro Araújo Noguera sägs befinna sig i Venezuela på gränsen till Colombia på en av sina gårdar. Ytterligare en kusin till sönerna Araújo, guvernör Hernando Molina, är anklagad för valfusk under 2000-2002 och för att i samband med detta haft samröre med paramilitärer. 
Även f.d. chefen för motsvarande underrättelsetjänsten DAS sitter häktad för samröre med paramilitärer (AUC). Samtliga anklagelser grundas på elektronisk korrespondens som förts med den arresterade, erkände paramilitära ledaren "Jorge 40"'s privata bärbara dator som hittats och nått åklagare i landet. 
 AUC har ett nära samarbete med det paramilitära nätverket CONVIVIR.
Chiquita har anklagats för att ha lämnat stöd till AUC.